# Manos: The Hands of Fate
Manos: The Hands of Fate è un film americano del 1966 diretto da Harold P. Warren. 
Oltre che dirigere il film, Warren si occupò anche della sceneggiatura, e partecipò anche come produttore e attore. Data la sua qualità artistica estremamente povera, viene generalmente considerato, insieme a Plan 9 From Outer Space, il peggior film mai realizzato. A lungo dimenticato, nel 1993 venne riscoperto e presentato durante la serie televisiva Mystery Science Theater 3000, che tra le sue premesse vede la presa in giro dei B movie, acquisendo così lo status di cult movie. La sceneggiatura del film vede come protagonista una famiglia in vacanza che, dopo aver lungamente guidato attraverso il Texas, smarrisce la strada e finisce in una casa in cui una misteriosa setta celebra il suo culto pagano poligamo, e dalla quale cerca di fuggire. Il film presenta vistosi difetti tecnici a livello di montaggio, il sonoro e le immagini non sono sincronizzati e molte scene non hanno alcun nesso apparente con la trama.
Harold Warren era un commerciante di fertilizzanti di El Paso, Texas, e la sua decisione di produrre il film ebbe origine da una scommessa. Oltre a produrlo, interpretò anche il personaggio principale (nei titoli il suo nome appare come "Hal Warren"), assieme agli attori teatrali Tom Neyman e John Reynolds. Manos venne realizzato da una troupe con scarsa o nessuna esperienza cinematografica e con un budget limitatissimo. Alla sua uscita, il film venne accolto freddamente, ebbe una scarsissima distribuzione e fu completamente dimenticato fino alla riscoperta operata da Mystery Science Theater.
La pellicola è entrata nel pubblico dominio negli Stati Uniti.

## Trama
In vacanza in automobile, una giovane coppia, Michael (Hal Warren), Margaret (Diane Mahree), la loro figlia Debbie (Jackey Neyman Jones) e il loro cane, Peppy, cercano un posto chiamato "Valley Lodge". Michael e la sua famiglia giungono finalmente a una casa tenuta da un individuo bizzarro, dalle fattezze vagamente somiglianti a quelle di un satiro, chiamato Torgo (John Reynolds), che comunica loro che il suo compito è custodire la casa "mentre il Padrone è lontano". Michael e Margaret chiedono a Torgo la strada per Valley Lodge, Torgo però risponde solo che "Da qui non c'è via d'uscita. Fra poco sarà buio. Da qui non c'è via d'uscita". Saputo ciò, Michael gli chiede di ospitarli per la notte, sebbene né Torgo né Margaret siano molto d'accordo.
Nella casa, gli ospiti vedono un inquietante dipinto raffigurante un uomo dall'aspetto malvagio, che è appunto il Padrone, e un cane nero dagli occhi scintillanti. Margaret, udito un sinistro ululato, si spaventa, Michael, recuperata una torcia e una rivoltella dalla macchina, cerca di capire da dove provenga e trova Peppy morto. Torgo nel frattempo rivela a Margaret di essere molto attratto da lei e le dice che, sebbene ella sia destinata a divenire un'altra moglie del Padrone, intende tenerla per sé. Margaret minaccia di dire al marito delle sue avance, ma Torgo la dissuade, promettendo di proteggerla. Michael torna, dopo aver tentato invano di riavviare la macchina. Torgo comunica loro che nella casa non c'è un telefono, e così la famiglia è costretta a rimanere lì per la notte.
Michael e Margaret si imbattono nel "Padrone" (Tom Neyman) e in alcune donne vestite con tuniche semitrasparenti, che in seguito si scopriranno essere le sue mogli, addormentati. Desideroso di avere Margaret per sé, Torgo stordisce Michael e lo lega a un palo; nel frattempo il Padrone subito riprende vita, così come le sue mogli. Nasce una piccola discussione sulla sorte da riservare alla famigliola. Il Padrone decide di sacrificare Torgo e la sua prima moglie alla misteriosa divinità che dà il nome al film, "Manos". Quando poi si allontana, le sue mogli iniziano a litigare, e la cosa degenera in una rissa, con le donne che lottano nella sabbia.
Torgo viene ipnotizzato dal Padrone, che interrompe la rissa e fa legare la sua prima moglie a una colonna per procedere con il sacrificio. Torgo viene disteso su un letto di pietra, dove viene assalito dalle altre mogli del Padrone, ma rimane ancora vivo. Evocando dei poteri misteriosi, il Padrone mozza la mano sinistra di Torgo, bruciandola. Torgo fugge via nella notte, agitando disperato il moncherino bruciante rimasto. Il Padrone scoppia in una risata isterica e malvagia, quindi, dopo aver ucciso la sua prima moglie, si dedica alla famiglia prigioniera.
Michael, con moglie e figlia, dopo aver tentato invano di fuggire, si barrica in una delle stanze della casa, dove viene raggiunto dal Padrone. Michael gli spara diverse volte da distanza ravvicinata, ma senza alcun effetto. Lo schermo diventa nero, suggerendo che il Padrone ha di nuovo usato i suoi poteri ipnotici.
L'ultima scena, che si svolge in un futuro ravvicinato (anche se non viene specificato quanto tempo sia effettivamente trascorso), vede Michael, ancora sotto l'incantesimo, salutare due nuove viaggiatrici sperdute giunte nel covo di Torgo. Margaret e la piccola Debbie sono divenute mogli del Padrone. Il film si conclude con la battuta di Michael "Io mi prendo cura della casa mentre il Padrone è lontano". I titoli di coda sono sovrapposti a scene precedenti del film e terminano con la scritta "The End?" ("Fine?").

## Produzione
Warren era già molto attivo sulla scena teatrale di El Paso, e lavorò una volta come comparsa nella serie televisiva Route 66; in quell'occasione conobbe lo sceneggiatore Stirling Silliphant. Chiacchierando con lui in una caffetteria, Warren dichiarò che fare un film non era poi una cosa così difficile, e scommise con Silliphant che sarebbe riuscito a realizzarne uno. Fatta la scommessa, Warren iniziò a scrivere una prima bozza della sceneggiatura su un tovagliolo. Per pagare il film, Warren racimolò la somma, discreta ma ancora insufficiente, di circa 19.000 dollari (circa 127.370 nel 2010), e scritturò un gruppo di attori provenienti da un teatro locale e da un'agenzia di modelle. Poiché non poteva pagar loro alcuno stipendio, Warren promise che avrebbero ricevuto parte degli incassi del film.
Il film fu girato a metà 1966, e inizialmente il titolo provvisorio era The Lodge of Sins ("La casa dei peccati"). Le riprese avvennero prevalentemente nel ranch di Colbert Coldwell, ex giudice della contea di El Paso. Gran parte dell'attrezzatura usata era stata noleggiata, e quindi Warren fu costretto a girare il più in fretta possibile quante più sequenze poteva per finire prima della data in cui avrebbe dovuto riconsegnarla. Venne usata una cinepresa Bell & Howell da 16mm a mano, che registrava solo per 32 secondi, il che potrebbe spiegare i molti difetti del montaggio della copia definitiva. La cinepresa non registrava l'audio, perciò tutti gli effetti sonori e i dialoghi vennero aggiunti in seguito nella post produzione, si dice che tutti gli attori vennero doppiati da appena tre o quattro persone, tra cui Warren, Neyman e Diane Mahree. A un certo punto, Warren cambiò il nome del film in Manos: The Hands of Fate: la parola "manos" significa "mani" in spagnolo (pertanto il titolo completo del film, tradotto in italiano, sarebbe "Mani: le mani del destino").
Verso l'inizio delle riprese, una delle attrici si ruppe una gamba; Warren riscrisse la sua parte in modo tale che, durante tutto il film, comparisse solo all'interno di una macchina mentre si bacia con un altro attore. La coppia compare all'inizio, frammista ai titoli di testa e ad inquadrature dei personaggi principali che viaggiano in auto attraverso il deserto del Texas. Nonostante a un certo punto del film si vedano degli agenti di polizia che ordinano loro di andarsene, ricompaiono di nuovo, quando dovrebbe essere ormai notte, sempre nella stessa posizione. L'inclusione di questi personaggi è uno dei maggiori motivi di critica e di involontaria comicità del film, perché essi non hanno apparentemente alcuna attinenza con la trama principale.

Questa animazione mostra la coppia nell'auto. Questa fa parte di una serie di scene superflue non connesse con la trama. L'animazione mostra un tentativo fallito di eliminare il ciak, momentaneamente visibile sul lato destro dell'immagine.

Per caratterizzare meglio il suo personaggio di Torgo come un satiro, John Reynolds costruì una specie di impalcatura metallica che portava sotto i pantaloni, il che lo faceva apparire dotato di ginocchia di dimensioni spropositate e gli causava grandi difficoltà nel camminare.
Warren decise di non ricorrere all'effetto notte, ma di girare le scene notturne di notte, il che si dimostrò molto difficile: in molte di queste scene, infatti, la cinepresa e le luci attiravano frotte di falene, visibili nella versione finale del film. Nella scena in cui i poliziotti indagano sui colpi di pistola sparati da Michael, si vede che i due attori possono avanzare solo di pochi passi, perché non c'era abbastanza luce per illuminare l'ambiente per una panoramica più ampia, dando così l'impressione involontariamente comica che gli agenti sentano gli spari, escano dall'auto, decidano di investigare ma poi ci ripensino subito.
Durante la post-produzione gli sforzi per risolvere i vistosi difetti del film, nonostante le assicurazioni di Warren, furono minimi: ad esempio, vi è una sequenza all'inizio del film in cui è addirittura visibile, nella parte destra dell'immagine, il ciak davanti a un'inquadratura della coppia in macchina. L'intera sequenza iniziale, in cui per lunghi minuti si vedono i protagonisti viaggiare in cerca dell'hotel, con pochissimo dialogo, è probabilmente dovuta alla scarsa cura dedicata al montaggio: Warren voleva inserire i titoli di testa in questo punto del film, ma per dimenticanza o per mancanza di budget non vennero inseriti. Secondo quanto riferito, la troupe diventò così confusa a causa della poca esperienza nel campo cinematografico e dei comportamenti irritanti di Warren, che iniziarono a chiamare il film Mangos: The Cans of Fruit alle sue spalle.
John Reynolds, l'attore che interpreta Torgo, si suicidò sparandosi alla testa con un fucile il 16 ottobre del 1966, un mese prima delle premiere. Reynolds aveva da poco compiuto 25 anni e Manos resta la sua unica apparizione cinematografica.

## Critica
Il film fu proiettato per la prima volta al Capri Theater di El Paso il 15 novembre 1966: Warren stesso si procurò il proiettore e inoltre fece sì che il cast venisse portato alla prima in limousine, per dare all'evento un sapore ancora più "hollywoodiano". Poteva però permettersi una sola limousine, per cui lo stesso autista dovette scaricare prima un gruppo, poi tornare all'altro lato dell'isolato per caricare un altro. Alla prima erano presenti numerose autorità locali, tra cui il sindaco e lo sceriffo. Poco dopo l'inizio, il pubblico iniziò a ridere per la qualità infima del film, tanto che Warren e il resto del cast dovettero andarsene in fretta e furia. L'ultima scena fu salutata con un misto di risate e applausi. Il giorno seguente, sul giornale El Paso Herald-Post comparve una recensione del film, che lo definiva "un esperimento coraggioso", anche se faceva alcuni appunti su elementi francamente risibili come il tentato omicidio di Torgo da parte delle mogli del Padrone a furia di massaggi, e la battuta di Margaret "Si sta facendo buio", pronunciata di fronte a un sole splendente.
Warren dichiarò che secondo lui Manos era il peggior film mai realizzato, anche se a dispetto di tutto ne era orgoglioso, e suggerì che, se lo si fosse voluto ridoppiare, sarebbe potuto essere una commedia passabile. Il film venne per poco tempo distribuito dalla Emerson Releasing Corporation e rimase per breve tempo in cartellone al Capri Theater e in alcuni drive-in di cittadine del Texas occidentale e del Nuovo Messico, tra cui Las Cruces. Alcune voci, che vogliono che gli unici membri del cast a essere ricompensati fossero Jackey Neyman e il suo cane, che ricevettero rispettivamente una bicicletta e una grande quantità di cibo per cani, sembrerebbero confermare il fatto che il film non ebbe lauti incassi. I dati ufficiali al box office sono sconosciuti, se mai esistettero. Nonostante il successo scarso o nullo, Warren comunque vinse la sua scommessa con Stirling Silliphant, avendo dimostrato di aver saputo realizzare da solo un intero film.
La maggioranza del cast tecnico e artistico non comparve in nessun altro film dopo Manos. Harold P. Warren tentò di realizzare un'altra sceneggiatura scritta da lui, intitolata Wild Desert Bikers, ma, dopo l'insuccesso di Manos, nessuno di coloro cui si rivolse dimostrò il minimo interesse a produrlo. John Reynolds (Torgo), che era tossicodipendente, si suicidò circa sei mesi dopo la fine delle riprese. Altrettanto infruttuosi furono i tentativi di pubblicare la sceneggiatura in forma di romanzo.

### L'oblio e la riscoperta

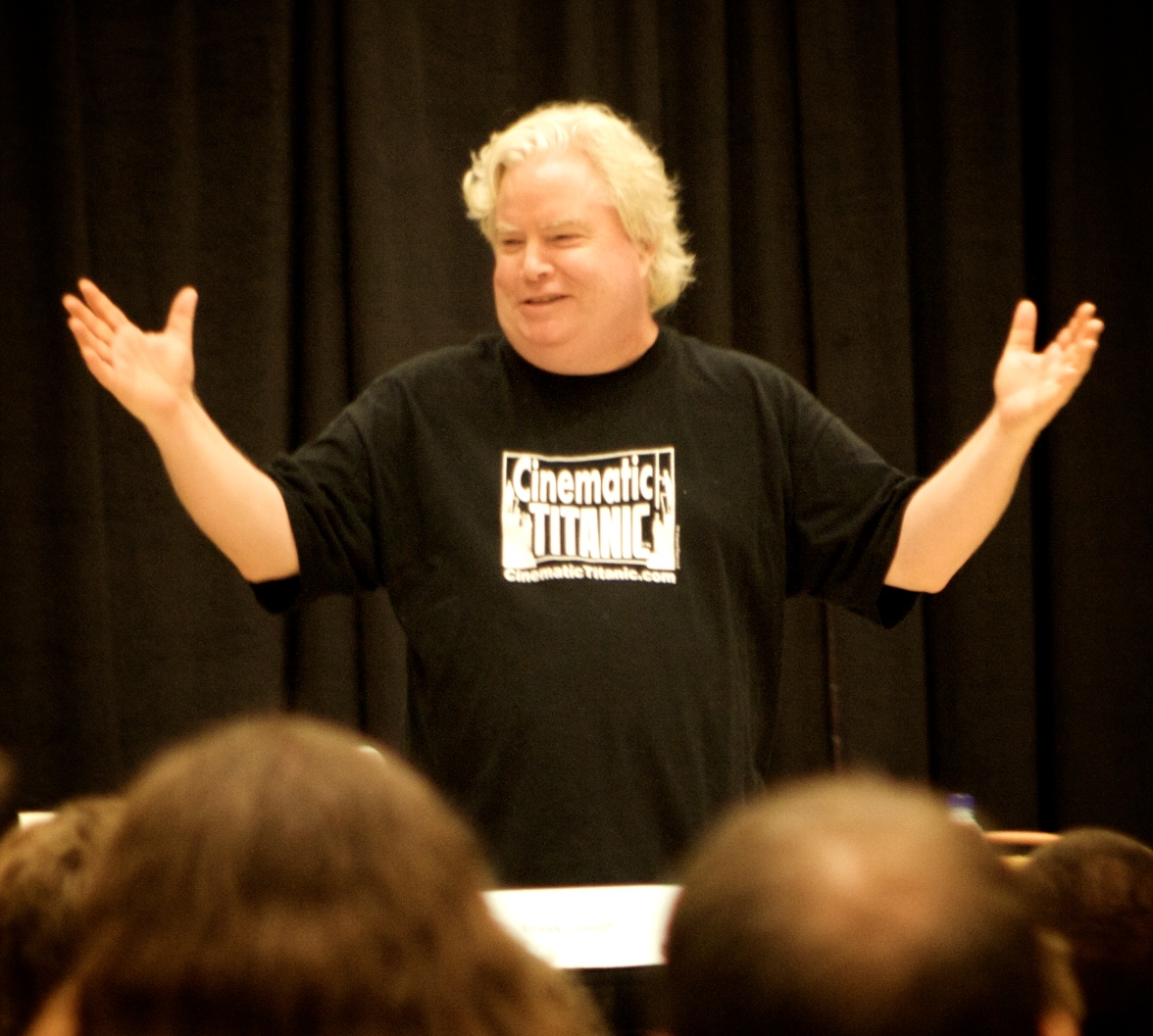
Frank Conniff ha scelto Manos per presentarlo durante un episodio di Mystery Science Theater 3000 nel 1992.

Dopo queste poche proiezioni locali, Manos venne quasi subito dimenticato. Quando Jackey Neyman si iscrisse all'University of California, Berkeley, i suoi amici cercarono di reperire una copia del film, ma senza successo. Un articolo del 1981 a firma di Pat Ellis Taylor, ex moglie del direttore della fotografia di Manos Robert Guidry, riferisce che il film fu trasmesso forse da un canale televisivo locale, e che compariva in fondo a un catalogo di film noleggiabili a 20 dollari. Da questa copia per la televisione, tramite una serie di case di produzione cinematografica, il film entrò nel circuito dei film di pubblico dominio in home video. Una di queste case inviò il film a Frank Conniff nel 1992, che lo scelse per trasmetterlo durante il programma Mystery Science Theater 3000.

### Mystery Science Theater 3000
Il film venne presentato nell'episodio finale della quarta stagione di Mystery Science Theater 3000, andato in onda il 30 gennaio 1993, e da allora è considerato un "classico" del trash e del camp. L'episodio in questione di Mystery Science Theater 3000 venne pubblicato in DVD nel 2001, e il DVD della stessa versione originale di Manos venne realizzato dalla Alpha Video. Il libro Hollywood's Most Wanted cita Manos alla posizione n. 2 nella lista dei peggiori film della storia, subito dopo Plan 9 from Outer Space di Ed Wood, e ad esso è dedicato un articolo nel numero di Entertainment Weekly del 10 giugno 2005. La scena in cui Debbie è vestita come una delle mogli del Padrone ha attirato alcune critiche per le implicazioni pedofile che vi sono sottese, e gli stessi autori di Mystery Science Theater 3000 l'hanno inclusa fra le scene più disgustose che abbiano mai visto.
Sono stati fatti due adattamenti teatrali del film in chiave comica, il primo, della Last Rites Productions, andato in scena nel 2006, il secondo, un musical intitolato Manos: Rock Opera of Fate, della New Millennium Theatre Company, del 2007.
Nel 2010 la casa editrice "Il Simposio delle Muse" ha pubblicato il romanzo El Paso dello scrittore Emanuele Mandelli, una versione romanzata della genesi del film.